# Gene H. Golub
Gene Howard Golub (Chicago, 29 febbraio 1932 – Stanford, 16 novembre 2007) è stato un matematico e informatico statunitense.
Nell'ambito accademico e saggistico, è noto principalmente come Gene H. Golub. Talvolta è indicato come Gene Golub oppure come G. H. Golub. È considerato uno dei più grandi esperti di analisi numerica della sua generazione.

## Biografia
Ha ricevuto la sua educazione all'Università dell'Illinois - Urbana-Champaign in cui ha ottenuto B.S. (1953), M.A. (1954) e Ph.D. (1959) in Matematica. Dal 1962 si trasferisce a Stanford, dove diventa professore nel 1970.
Uno dei suoi testi più conosciuti è probabilmente Matrix Computations,
scritto con Charles F. Van Loan.
La ricerca di Golub si è focalizzata intorno alla decomposizione di matrici; in particolare nel 1970 egli ha pubblicato, insieme a William Kahan, un algoritmo per la computazione della decomposizione ai valori singolari ancora in uso al giorno d'oggi.
Golub è stato premiato con la B. Bolzano Gold Medal for Merits in the Field of Mathematical Sciences ed è stato eletto nelle tre seguenti accademie: la National Academy of Sciences (1993), la National Academy of Engineering (1990), e la American Academy of Arts and Sciences (1994). Egli inoltre compare all'interno della lista ISI highly cited researcher.